# Parque Kowloon
O Parque Kowloon é um grande parque público em Tsim Sha Tsui, Kowloon, Hong Kong. Tem uma área de 133000 m2 e é administrado pelo Departamento de Serviços Culturais e de Lazer.

## História
O parque era antigamente o local do Quartel Whitfield do Exército Britânico.
O Conselho Urbano transformou o local no Parque Kowloon em 1970. Mais de 70 edifícios foram demolidos para dar lugar ao parque. A primeira fase do parque foi inaugurada oficialmente em 24 de junho de 1970 pelo então governador de Hong Kong, Sir David Trench. Sir David descerrou uma placa comemorativa e declarou o Parque Kowloon aberto. A primeira fase compreendeu 18 acres dos 26 acres planejados. Apresentava um relógio floral, bem como um jardim chinês inserido numa paisagem inglesa, que um porta-voz do governo chamou de "uma lembrança da herança cultural cosmopolita de Hong Kong".
No entanto, parte do local foi ocupada na construção de uma linha de trânsito rápido MTR - originalmente a linha Kwun Tong, agora a linha Tsuen Wan - de 1975 a 1978, e isso foi citado como uma razão para o lento progresso no desenvolvimento dos três estágios restantes do parque para uso recreativo.
O Governo foi criticado quando o Conselho Executivo aprovou planos em 1982 para uma faixa de lojas de varejo em frente à Nathan Road, a ser esculpida na colina do Parque Kowloon.
O aviário foi inaugurado em 1980. De 1987 a 1989, o parque foi concluído a um custo de 300 milhões de dólares.

## Atrações

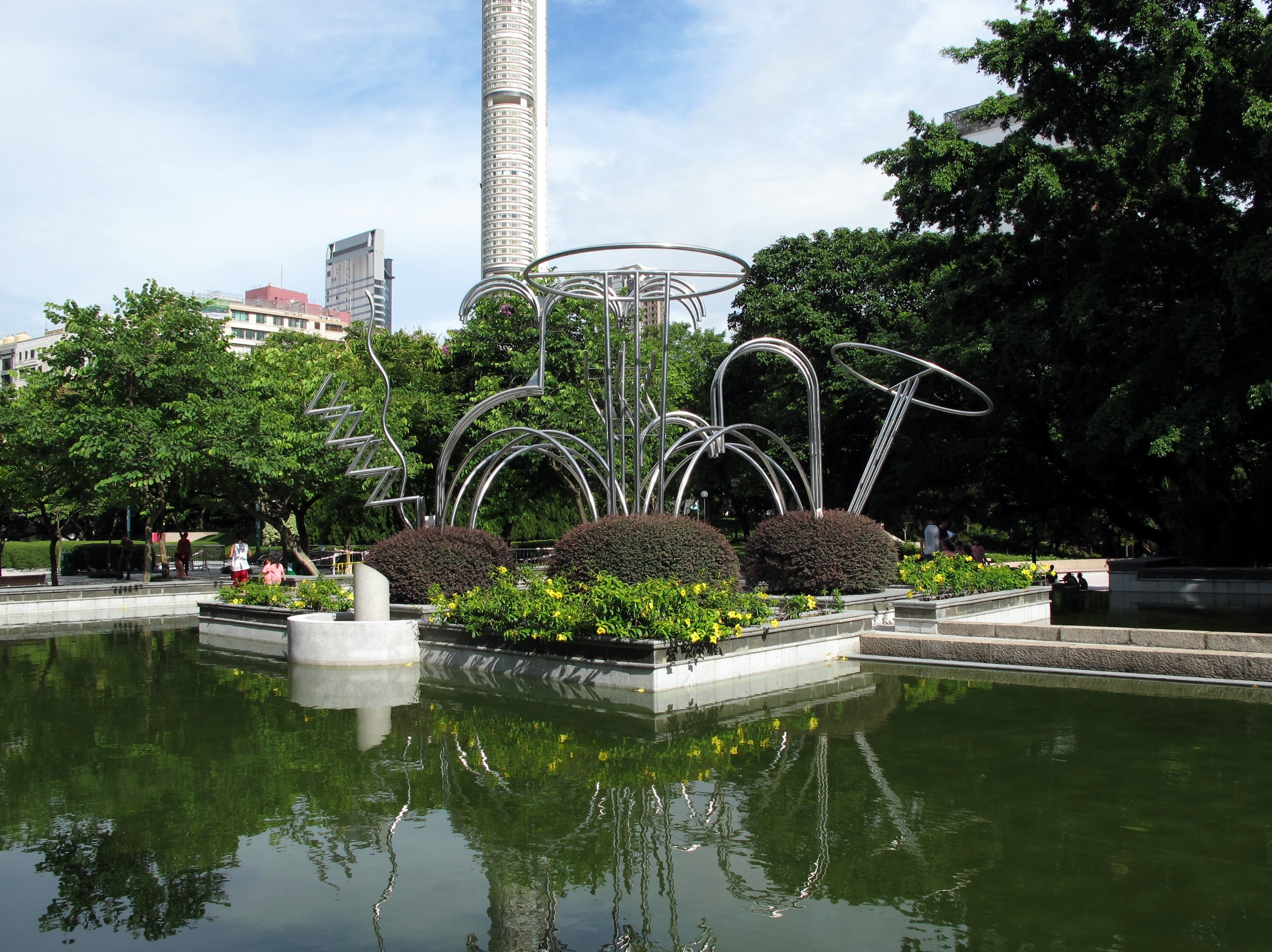
Pavilhão da Piscina

### Jardins
Há uma passarela perto das árvores localizada ao lado do Roseiral. Há também árvores crescendo nas paredes adjacentes ao lago do aviário no parque.

### Museus
Um quartel histórico preservado, o Bloco S58, é usado como depósito do Museu de História de Hong Kong.

### Lago dos Pássaros e Aviário

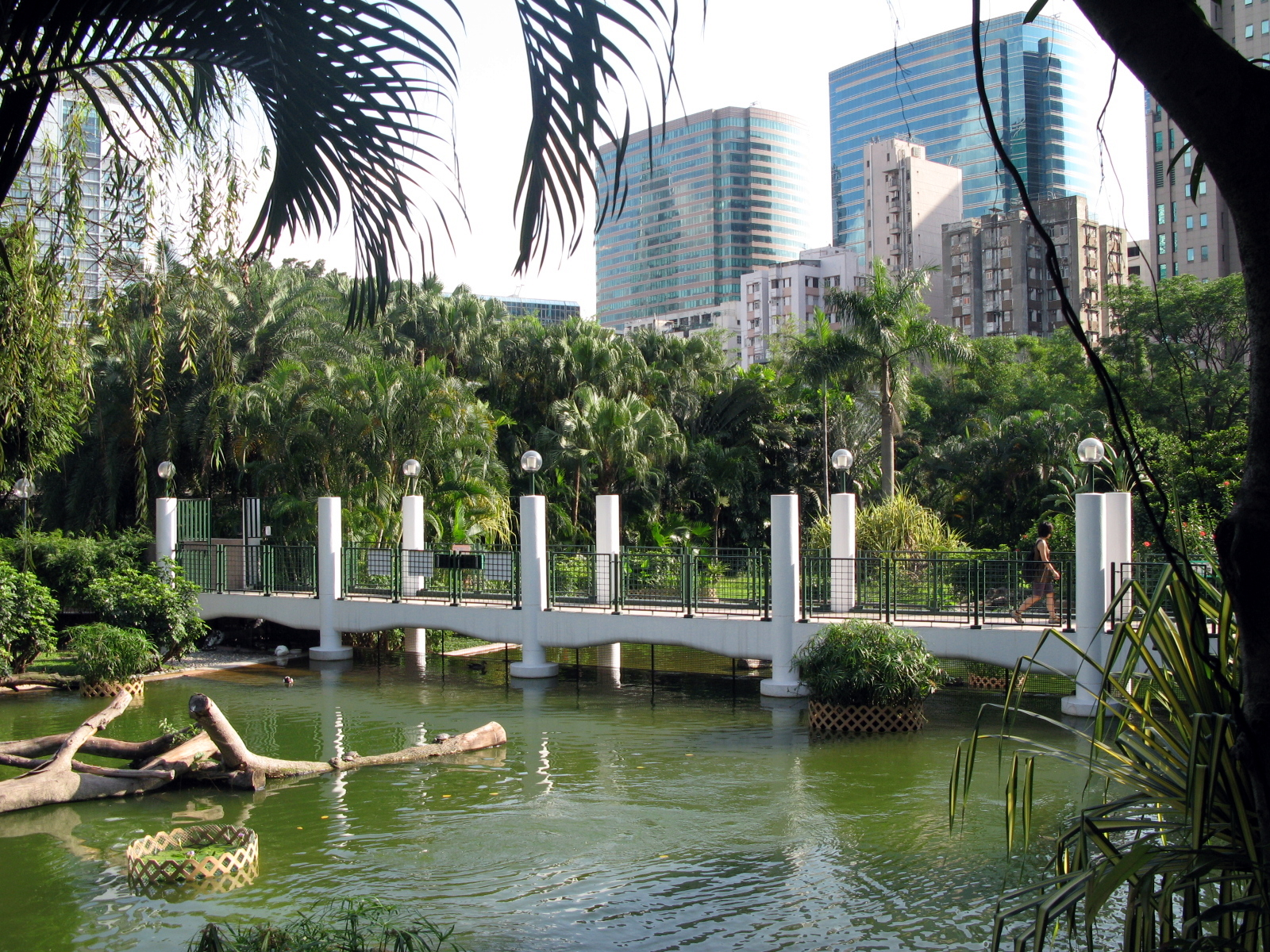
Lago dos Pássaros.

Além das aves do Lago dos Pássaros e do Aviário, cerca de 100 espécies diferentes de aves selvagens podem ser encontradas no parque.

### Esporte

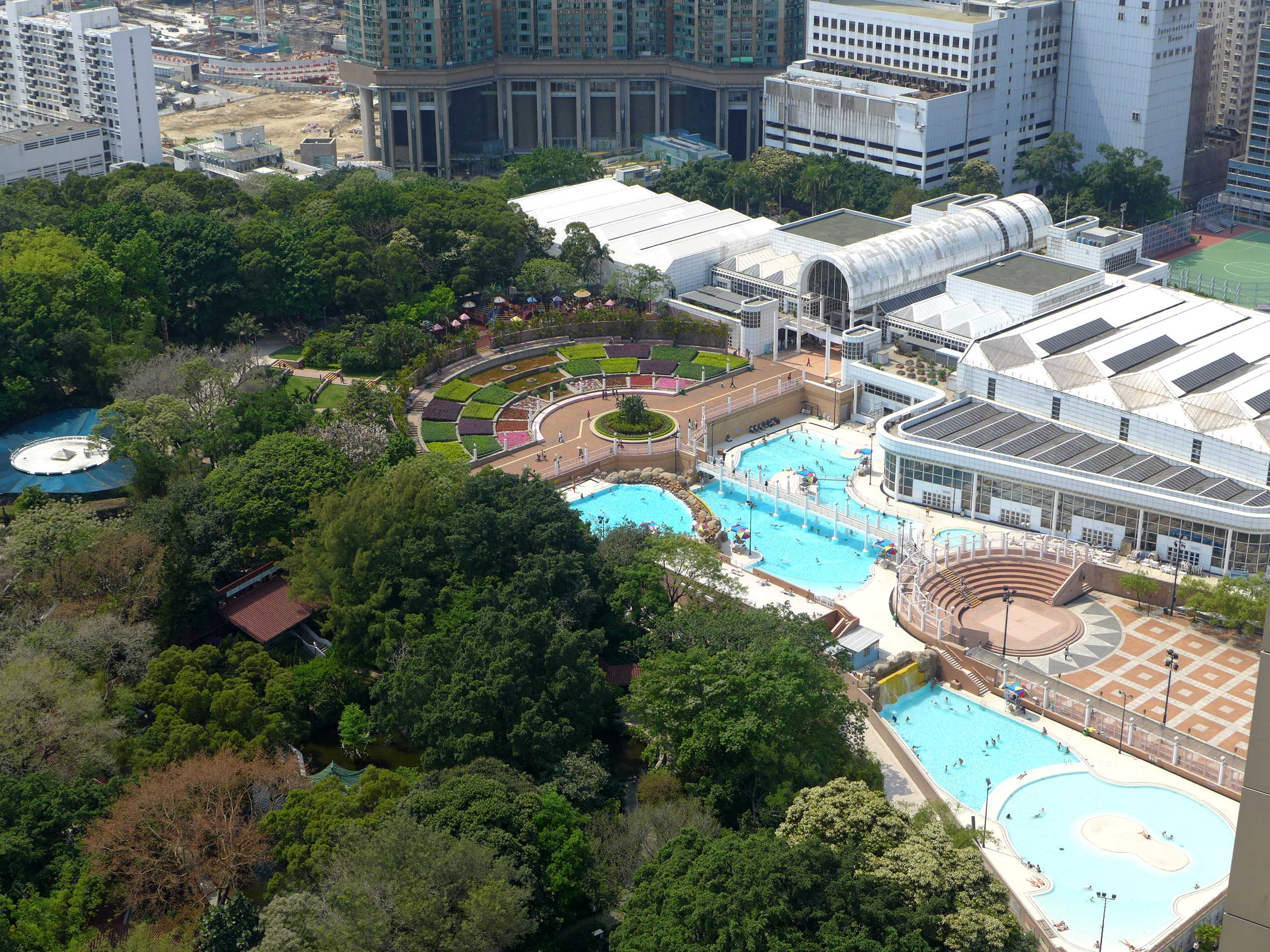
Piscina

O parque abriga um centro esportivo e uma área de lazer.
O complexo de piscinas é o mais utilizado em Hong Kong, atendendo mais de 2.000 nadadores diariamente.